# Svenska cupen i badminton
Svenska Cupen i badminton är en rikstäckande tävling för ungdomar i åldern 11-17 år där man representerar sitt landskap/distrikt och bara möter motståndare födda samma år. Det är en tävling mellan distrikten samtidigt som det är en individuell tävling för de inblandade. Varje distrikt tar ut två tjejer och två killar i varje åldersgrupp. Tävlingen är en av Sveriges största ungdomstävlingar i badminton och spelas i Uppsala under april månad med deltagare från hela Sverige. Matcher brukar spelas på Fyrishov och på Upplands Boservice arena (Fyrisfjädern) på sammanlagt ca 35 banor. Varje landskap bildar distrikt. Därutöver har Göteborg och Stockholm egna distrikt.